# Adoretus grisescens
Adoretus grisescens är en skalbaggsart som beskrevs av Leon Fairmaire 1893. Adoretus grisescens ingår i släktet Adoretus och familjen Rutelidae. Inga underarter finns listade i Catalogue of Life.